# Triolein
Triolein, C57H104O6, är en flytande, högkokande symmetrisk triglycerid härledd från glycerol och tre enheter av den omättade fettsyran oleinsyra.

## Förekomst
Triolein utgör huvudbeståndsdelen i många naturligt förekommande vätskeformiga fetter. Triolein representerar 4-30 % av olivolja.